# Episodi di Numberblocks (prima stagione)
La prima stagione di Numberblocks va in onda nel Regno Unito dal 23 gennaio 2017 al 10 febbraio 2017 su CBeebies.
| Nº | Titolo originale  | Titolo italiano | Prima TV         | Prima TV italiana |
| -- | ----------------- | --------------- | ---------------- | ----------------- |
| 1  | One               | Uno             | 23 gennaio 2017  | 17 maggio 2018    |
| 2  | Another One       | Un altro        | 24 gennaio 2017  | 18 maggio 2018    |
| 3  | Two               | Due             | 25 gennaio 2017  | 19 maggio 2018    |
| 4  | Three             | Tre             | 26 gennaio 2017  | 20 maggio 2018    |
| 5  | One, Two, Three!  | Uno, due, tre!  | 27 gennaio 2017  | 21 maggio 2018    |
| 6  | Four              | Quattro         | 30 gennaio 2017  | 24 maggio 2018    |
| 7  | Five              | Cinque          | 31 gennaio 2017  | 25 maggio 2018    |
| 8  | Three Little Figs | Tre porcellini  | 1 febbraio 2017  | 26 maggio 2018    |
| 9  | Off We Go         | Si parte        | 2 febbraio 2017  | 27 maggio 2018    |
| 10 | How to Count      | Come contare    | 3 febbraio 2017  | 28 maggio 2018    |
| 11 | Stampolines       | Timbrolini      | 6 febbraio 2017  | 31 maggio 2018    |
| 12 | The Whole of Me   | Tutto me stesso | 7 febbraio 2017  | 1 giugno 2018     |
| 13 | The Terrible Twos | I terribili Due | 8 febbraio 2017  | 2 giugno 2018     |
| 14 | Holes             | Buchi           | 9 febbraio 2017  | 3 giugno 2018     |
| 15 | Hide and Seek     | Nascondino      | 10 febbraio 2017 | 4 giugno 2018     |

## Uno
Unisciti a Uno e scopri tutto sul numero uno.

## Un altro
Uno truva uno Specchio Magico e si duplica per giocare a tennis, e formando il Due.

## Due
Uno e il nuovo amico Due le insegnano tutto sul numero due e su come essere in coplia meglio che essere single.

## Tre
Tre insegna tutto sul numero tre e su come sia il migliore tra tutti i numeri.

## Uno, due, tre!
Tre trucchi Uno e Due con le mele.

## Quattro
Quattro insegno tutto sul numero quattro e su come migliore del numero tre.

## Cinque
Cinque insegna tutto sul numero cinque.

## Tre porcellini
In una parodia de "I tre porcellini", Cinque racconta di Quattro che fa saltare in aria la casa di Uno, la casa di Due e la casa di Tre.

## Si parte
Uno, Due, Tre, Quattro e Cinque partono per un'avventura, ma non rispettano l'ordine stabilito.

## Come contare
Tre conta i frittera in modo errato e pensa she se ne siano solo tre, pensando che prima o poi arriverà la Friggitrice Frittera. Cinque poi dice che è tutta la sua immaginazione.

## Timbrolini
Tre apre il Parco Timbrolini, dove tanti Numberblock possono stampare forme diverse. Tuttavia, la solitaria Uno si accorge che può creare una sola forma e le sue amiche la aiutano.

## Tutto me stesso
Uno, Due, Tre, Quattro e Cinque realizzano un musical sui legami numerici tra loro stessi.

## I terribili Due
Quattro si divide in due Due, i terribili Due. I due svegliano Uno, Due e Tre che questi ultimi se ne accorgano.

## Buchi
Cinque nota una roccia gigantesca e nota unascorciatoia che sfrutta i buchi.

## Nascondino
Cinque è una tale imbroglione a nascondino che riesce perfino a trovare chi si nasconde senza staccare gli occhi dal libro.